# Изотропный децибел
Зелёная сфера — диаграмма направленности изотропной антенны, которая излучала бы ту же суммарную мощность, что и реальная, анизотропная антенна (серые лепестки).

Пример распределения излучения реальной антенны.

Пример пересчёта на изотропный коэффициент усиления (зелёная сфера).Зелёная сфера — диаграмма направленности изотропной антенны, которая излучала бы ту же суммарную мощность, что и реальная, анизотропная антенна (серые лепестки).

Изотропный децибел (dBi, русское обозначение: дБи) — разновидность децибела, децибел-изотропный. Характеризует идеальную антенну, у которой диаграмма направленности выглядит в виде идеальной сферы (одинаковой во всех направлениях из центра, от антенны).
Как правило, если не оговорено специально, характеристики усиления реальных антенн даются именно относительно усиления изотропной (одинаковой во всех направлениях, omnidirectional) антенны. То есть, когда говорят, что коэффициент усиления какой-либо антенны равен 2 дБ, подразумевают 2 дБи (изотропный).